# NGC 7156
NGC 7156 (również PGC 67622 lub UGC 11843) – galaktyka spiralna z poprzeczką (SBc), znajdująca się w gwiazdozbiorze Pegaza. Odkrył ją William Herschel 8 października 1785 roku.